# 五虎
五虎，为明熹宗天啟帝在位時，依附于魏忠贤的阉党主干。「五虎」是在明熹宗天啟帝在位時，民间給崔呈秀、田吉、吳淳夫、李夔龍、倪文煥五人取的綽號。在政治地位上僅次於魏忠賢。崇祯帝上任后，此五人均被处斩。